# Joseph Estrada
Joseph  Estrada; właśc. José Marcelo Ejercito (ur. 19 kwietnia 1937 w Manili) – polityk i aktor filipiński, burmistrz San Juan (1969–1986), senator (1987–1992). Wiceprezydent (1992–1998) i prezydent Filipin (1998-2001). W latach 2013–2019 burmistrz Manili.

## Życiorys
Joseph Estrada urodził się w 1937 w Manili. Jako dwudziestoparolatek wystąpił po raz pierwszy przed kamerą, rozpoczynając w ten sposób swoją karierę aktorską. W 1967 zaangażował się w życie polityczne. W latach 1967–1986 pełnił funkcję burmistrza miasta San Juan. Od 1987 do 1992 zasiadał w Senacie. W latach 1992–1998 był wiceprezydentem u boku prezydenta Fidela Ramosa.
W 1998 wygrał wybory prezydenckie, obejmując stanowisko szefa państwa. Jednak już po trzech latach w 2001 został oskarżony o korupcję i pozbawiony urzędu w wyniku impeachmentu. Stanowisko prezydenta objęła zgodnie z prawem ówczesna wiceprezydent Gloria Macapagal-Arroyo. We wrześniu 2007 roku Estrada został skazany na dożywocie za sprzeniewierzenie funduszy państwowych. Prezydent Macapagal-Arroyo nieoczekiwanie dla opinii publicznej w ostatnich dniach października 2007 roku ułaskawiła Josepha Estradę.
W maju 2010 ponownie wziął udział w wyborach prezydenckich. Zajął drugie miejsce z wynikiem 26% głosów poparcia, przegrywając z Benigno Aquino III (42%).
W maju 2013 został wybrany burmistrzem Manili, a 30 czerwca 2013 objął stanowisko.